# Mistrzostwa Świata w Piłce Nożnej 2026 (eliminacje strefy AFC)/Trzecia runda
Ten artykuł dotyczy trwającego lub niedawnego wydarzenia sportowego. Informacje w nim zamieszczone mogą się zmienić lub zdezaktualizować wraz z postępem zdarzenia. Początkowe doniesienia, wyniki lub statystyki mogą być niepewne. Ostatnie aktualizacje do tego artykułu mogą nie odzwierciedlać najbardziej aktualnych informacji.
W trzeciej rundzie bierze udział 18 zespołów (9 zwycięzców grup oraz zespołów z drugich miejsc) z poprzedniej rundy. Zostały one podzielone na trzy grupy. Każda z grup liczy sześć zespołów. Dwie najlepsze drużyny z grup wywalczą bezpośredni awans do finałów MŚ 2026, natomiast zespoły z trzecich i czwartych miejsc awansują do rundy czwartej. Mecze są rozgrywane od 5 września 2024 do 10 czerwca 2025.

## Grupa A

### Tabela
| Lp. | Drużyna                      | M  | Z | R | P | B+ | B– | +/– | Pkt |                                  |     |     | Uzbekistan | Zjednoczone Emiraty Arabskie | Katar | Kirgistan | Korea Północna |
| --- | ---------------------------- | -- | - | - | - | -- | -- | --- | --- | -------------------------------- | --- | --- | ---------- | ---------------------------- | ----- | --------- | -------------- |
| 1   | Iran                         | 10 | 7 | 2 | 1 | 19 | 8  | +11 | 23  | Awans na Mistrzostwa Świata 2026 |     |     | 2–2        | 2–0                          | 4–1   | 1–0       | 3–0            |
| 2   | Uzbekistan                   | 10 | 6 | 3 | 1 | 14 | 7  | +7  | 21  | Awans na Mistrzostwa Świata 2026 |     | 0–0 |            | 1–0                          | 3–0   | 1–0       | 1–0            |
| 3   | Zjednoczone Emiraty Arabskie | 10 | 4 | 3 | 3 | 15 | 8  | +7  | 15  | Awans do czwartej rundy          |     | 0–1 | 0–0        |                              | 5–0   | 3–0       | 1–1            |
| 4   | Katar                        | 10 | 4 | 1 | 5 | 17 | 24 | −7  | 13  | Awans do czwartej rundy          |     | 1–0 | 3–2        | 1–3                          |       | 3–1       | 5–1            |
| 5   | Kirgistan                    | 10 | 2 | 2 | 6 | 12 | 18 | −6  | 8   |                                  |     | 2–3 | 2–3        | 1–1                          | 3–1   |           | 1–0            |
| 6   | Korea Północna               | 10 | 0 | 3 | 7 | 9  | 21 | −12 | 3   |                                  | 2–3 | 0–1 | 1–2        | 2–2                          | 2–2   |           |                |

### Mecze
| 5 września 202416:00 CEST | Uzbekistan     | 1:0(1:0) | Korea Północna | Stadion Bunyodkor, Taszkent Widzów: 24 205 Sędzia: Ahmed Al-Kaf |
| 5 września 202416:00 CEST | Masharipov 20' | 1:0(1:0) |                | Stadion Bunyodkor, Taszkent Widzów: 24 205 Sędzia: Ahmed Al-Kaf |

| 5 września 202418:00 CEST | Iran       | 1:0(1:0) | Kirgistan | Foolad Shahr Stadium, Isfahan Widzów: 12 077 Sędzia: Yusuke Araki |
| 5 września 202418:00 CEST | Taremi 34' | 1:0(1:0) |           | Foolad Shahr Stadium, Isfahan Widzów: 12 077 Sędzia: Yusuke Araki |

| 5 września 202418:00 CEST | Katar            | 1:3(1:0) | Zjednoczone Emiraty Arabskie              | Ahmed bin Ali Stadium, Ar-Rajjan Widzów: 33 952 Sędzia: Shaun Evans |
| 5 września 202418:00 CEST | Mohammed Ali 38' | 1:3(1:0) | 68' Al-Maazmi · 80' Ibrahim · 90+4' Saleh | Ahmed bin Ali Stadium, Ar-Rajjan Widzów: 33 952 Sędzia: Shaun Evans |

| 10 września 202414:00 CEST | Korea Północna                     | 2:2(1:2) | Katar                  | Nowy Stadion Narodowy, Wientian (Laos) Widzów: 140 Sędzia: Nazmi Nasaruddin |
| 10 września 202414:00 CEST | Ri Il-song 19' · Kang Kuk-chol 51' | 2:2(1:2) | 31' (k) Afif · 44' Ali | Nowy Stadion Narodowy, Wientian (Laos) Widzów: 140 Sędzia: Nazmi Nasaruddin |

| 10 września 202416:00 CEST | Kirgistan                    | 2:3(2:2) | Uzbekistan                                 | Stadion im. Dölöna Ömürzakowa, Biszkek Widzów: 13 282 Sędzia: Ahmed Al Alili |
| 10 września 202416:00 CEST | Kojo 15' · Abdurachmanow 35' | 2:3(2:2) | 17' Shomurodov · 45' Aliqulov · 72' Urunov | Stadion im. Dölöna Ömürzakowa, Biszkek Widzów: 13 282 Sędzia: Ahmed Al Alili |

| 10 września 202418:00 CEST | Zjednoczone Emiraty Arabskie | 0:1(0:1) | Iran | Hazza Bin Zayed Stadium, Al-Ajn Widzów: 17 826 Sędzia: Kim Jong-hyeok |
| 10 września 202418:00 CEST | 45+3' Gajedi                 | 0:1(0:1) |      | Hazza Bin Zayed Stadium, Al-Ajn Widzów: 17 826 Sędzia: Kim Jong-hyeok |

| 10 października 202416:00 CEST | Uzbekistan | 0:0(0:0) | Iran | Stadion Bunyodkor, Taszkent Widzów: 33 829 Sędzia: Shaun Evans |
| 10 października 202416:00 CEST |            | 0:0(0:0) |      | Stadion Bunyodkor, Taszkent Widzów: 33 829 Sędzia: Shaun Evans |

| 10 października 202418:00 CEST | Katar                                          | 3:1(1:0) | Kirgistan    | Al Thumama Stadium, Doha Widzów: 25 195 Sędzia: Muhammad Taqi |
| 10 października 202418:00 CEST | Ali 39' · Kozubajew 63' (sam.) · Al-Hassan 81' | 3:1(1:0) | 76' Szukurow | Al Thumama Stadium, Doha Widzów: 25 195 Sędzia: Muhammad Taqi |

| 10 października 202418:00 CEST | Zjednoczone Emiraty Arabskie | 1:1(0:0) | Korea Północna   | Hazza Bin Zayed Stadium, Al-Ajn Widzów: 8 536 Sędzia: Adham Makhadmeh |
| 10 października 202418:00 CEST | Al-Ghassani 66'              | 1:1(0:0) | 86' Jong Il-gwan | Hazza Bin Zayed Stadium, Al-Ajn Widzów: 8 536 Sędzia: Adham Makhadmeh |

| 15 października 202416:00 CEST | Uzbekistan       | 1:0(0:0) | Zjednoczone Emiraty Arabskie | Stadion Bunyodkor, Taszkent Widzów: 32 773 Sędzia: Ma Ning |
| 15 października 202416:00 CEST | Shukurov 76' (k) | 1:0(0:0) |                              | Stadion Bunyodkor, Taszkent Widzów: 32 773 Sędzia: Ma Ning |

| 15 października 202416:00 CEST | Kirgistan    | 1:0(1:0) | Korea Północna | Stadion im. Dölöna Ömürzakowa, Biszkek Widzów: 9 769 Sędzia: Mohammed Al Hoish |
| 15 października 202416:00 CEST | Brauzman 11' | 1:0(1:0) |                | Stadion im. Dölöna Ömürzakowa, Biszkek Widzów: 9 769 Sędzia: Mohammed Al Hoish |

| 15 października 202418:00 CEST | Iran                                                | 4:1(1:1) | Katar   | Malab Al Raszid, Dubaj (Zjednoczone Emiraty Arabskie) Widzów: 7 890 Sędzia: Yusuke Araki |
| 15 października 202418:00 CEST | Azmun 42', 48' · Mohebi 65' · Mohammad 90+8' (sam.) | 4:1(1:1) | 17' Ali | Malab Al Raszid, Dubaj (Zjednoczone Emiraty Arabskie) Widzów: 7 890 Sędzia: Yusuke Araki |

| 14 listopada 202413:00 CET | Korea Północna                      | 2:3(0:3) | Iran                         | Nowy Stadion Narodowy, Wientian (Laos) Sędzia: Sadullo Gulmurodi |
| 14 listopada 202413:00 CET | Taremi 56' (sam.) · Kim Yu-song 59' | 2:3(0:3) | 29' Gajedi · 41', 45' Mohebi | Nowy Stadion Narodowy, Wientian (Laos) Sędzia: Sadullo Gulmurodi |

| 14 listopada 202417:15 CET | Katar                        | 3:2(2:0) | Uzbekistan           | Jassim Bin Hamad Stadium, Doha Sędzia: Kim Jong-hyeok |
| 14 listopada 202417:15 CET | Ali 25', 41' · Mendes 90+12' | 3:2(2:0) | 75', 80' Fayzullayev | Jassim Bin Hamad Stadium, Doha Sędzia: Kim Jong-hyeok |

| 14 listopada 202417:15 CET | Zjednoczone Emiraty Arabskie    | 3:0(2:0) | Kirgistan | Malab Muhammad ibn Zajid, Abu Zabi Widzów: 6 238 Sędzia: Ahmed Al-Kaf |
| 14 listopada 202417:15 CET | Al-Maazmi 15', 89' · Meloni 35' | 3:0(2:0) |           | Malab Muhammad ibn Zajid, Abu Zabi Widzów: 6 238 Sędzia: Ahmed Al-Kaf |

| 19 listopada 202413:00 CET | Korea Północna  | 0:1(0:1) | Uzbekistan | Nowy Stadion Narodowy, Wientian (Laos) Sędzia: Ahmed Al-Ali |
| 19 listopada 202413:00 CET | 44' Fayzullayev | 0:1(0:1) |            | Nowy Stadion Narodowy, Wientian (Laos) Sędzia: Ahmed Al-Ali |

| 19 listopada 202415:00 CET | Kirgistan         | 2:3(0:2) | Iran                                 | Stadion im. Dölöna Ömürzakowa, Biszkek Sędzia: Ma Ning |
| 19 listopada 202415:00 CET | Kojo 51', 64' (k) | 2:3(0:2) | 12' Taremi · 33' Hardani · 76' Azmun | Stadion im. Dölöna Ömürzakowa, Biszkek Sędzia: Ma Ning |

| 19 listopada 202417:15 CET | Zjednoczone Emiraty Arabskie                           | 5:0(3:0) | Katar | Malab Al Nahajjan, Al-Ajn Widzów: 13 825 Sędzia: Khalid Al Turais |
| 19 listopada 202417:15 CET | de Lima 04', 45' (k), 45+5', 56' (k) · Al-Ghassani 73' | 5:0(3:0) |       | Malab Al Nahajjan, Al-Ajn Widzów: 13 825 Sędzia: Khalid Al Turais |

| 20 marca 202517:00 CET | Iran                      | 2:0(1:0) | Zjednoczone Emiraty Arabskie | Stadion Azadi, Teheran Widzów: 32 458 Sędzia: Ko Hyung-jin |
| 20 marca 202517:00 CET | Azmun 45+27' · Mohebi 70' | 2:0(1:0) |                              | Stadion Azadi, Teheran Widzów: 32 458 Sędzia: Ko Hyung-jin |

| 20 marca 202517:00 CET | Uzbekistan   | 1:0(1:0) | Kirgistan | Stadion Bunyodkor, Taszkent Widzów: 32 458 Sędzia: Yusuke Araki |
| 20 marca 202517:00 CET | Alijonov 40' | 1:0(1:0) |           | Stadion Bunyodkor, Taszkent Widzów: 32 458 Sędzia: Yusuke Araki |

| 20 marca 202519:15 CET | Katar                                                                           | 5:1(3:0) | Korea Północna    | Jassim Bin Hamad Stadium, Doha Sędzia: Mohanad Qasim Sarray |
| 20 marca 202519:15 CET | Afif 17' · Al Ganehi 23' · Kim Yu-song 34' (sam.) · Al-Rawi 56' · Alaaeldin 66' | 5:1(3:0) | 86' Pak Kwang-hun | Jassim Bin Hamad Stadium, Doha Sędzia: Mohanad Qasim Sarray |

| 25 marca 202514:45 CET | Kirgistan                                      | 3:1(1:0) | Katar      | Stadion im. Dölöna Ömürzakowa, Biszkek Widzów: 12 325 Sędzia: Nazmi Nasaruddin |
| 25 marca 202514:45 CET | Kiczin 45+1' · Mishchenko 82' · Shukurov 90+3' | 3:1(1:0) | 52' Mendes | Stadion im. Dölöna Ömürzakowa, Biszkek Widzów: 12 325 Sędzia: Nazmi Nasaruddin |

| 25 marca 202517:00 CET | Iran            | 2:2(0:1) | Uzbekistan                    | Stadion Azadi, Teheran Widzów: 36 702 Sędzia: Ahmed Al-Kaf |
| 25 marca 202517:00 CET | Taremi 52', 83' | 2:2(0:1) | 16' Erkinov · 53' Fayzullayev | Stadion Azadi, Teheran Widzów: 36 702 Sędzia: Ahmed Al-Kaf |

| 25 marca 202519:15 CET | Korea Północna  | 1:2(1:1) | Zjednoczone Emiraty Arabskie | Prince Faisal bin Fahd Stadium, Rijad (Arabia Saudyjska) Widzów: 223 Sędzia: Mohammed Al Hoish |
| 25 marca 202519:15 CET | Kim Yu-song 43' | 1:2(1:1) | 5' Lima · 90+8' Adil         | Prince Faisal bin Fahd Stadium, Rijad (Arabia Saudyjska) Widzów: 223 Sędzia: Mohammed Al Hoish |

| 5 czerwca 202518:00 CEST | Zjednoczone Emiraty Arabskie | 0:0(0:0) | Uzbekistan | Malab Al Nahajjan, Abu Zabi Widzów: 9 820 Sędzia: Shaun Evans |
| 5 czerwca 202518:00 CEST |                              | 0:0(0:0) |            | Malab Al Nahajjan, Abu Zabi Widzów: 9 820 Sędzia: Shaun Evans |

| 5 czerwca 202520:15 CEST | Katar     | 1:0(1:0) | Iran | Jassim Bin Hamad Stadium, Ar-Rajjan Widzów: 8 925 Sędzia: Mohammed Al Hoish |
| 5 czerwca 202520:15 CEST | Ró-Ró 41' | 1:0(1:0) |      | Jassim Bin Hamad Stadium, Ar-Rajjan Widzów: 8 925 Sędzia: Mohammed Al Hoish |

| 5 czerwca 202520:15 CEST | Korea Północna                    | 2:2(1:0) | Kirgistan                                | Prince Faisal bin Fahd Stadium, Rijad (Arabia Saudyjska) Widzów: 100 Sędzia: Adham Makhadmeh |
| 5 czerwca 202520:15 CEST | Pak Kwang-hun 44' · Ri Jo-guk 52' | 2:2(1:0) | 57' Ałykułow · 90+5' (sam.) Kim Sung-hye | Prince Faisal bin Fahd Stadium, Rijad (Arabia Saudyjska) Widzów: 100 Sędzia: Adham Makhadmeh |

| 10 czerwca 202515:45 CEST | Uzbekistan                                         | 3:0(1:0) | Katar | Stadion Bunyodkor, Taszkent Sędzia: Ma Ning |
| 10 czerwca 202515:45 CEST | Turgʻunboyev 28' · Shomurodov 86' · Sergeyev 90+2' | 3:0(1:0) |       | Stadion Bunyodkor, Taszkent Sędzia: Ma Ning |

| 10 czerwca 202515:45 CEST | Kirgistan      | 1:1(0:1) | Zjednoczone Emiraty Arabskie | Stadion im. Dölöna Ömürzakowa, Biszkek Sędzia: Ahmed Al-Ali |
| 10 czerwca 202515:45 CEST | Ka. Merk 90+5' | 1:1(0:1) | 30' Al-Maazmi                | Stadion im. Dölöna Ömürzakowa, Biszkek Sędzia: Ahmed Al-Ali |

| 10 czerwca 202518:00 CEST | Iran                                               | 3:0(0:0) | Korea Północna | Stadion Azadi, Teheran Sędzia: Nazmi Nasaruddin |
| 10 czerwca 202518:00 CEST | Mehdi Mohebi 74' · Taremi 77' · Hosseinzadeh 90+3' | 3:0(0:0) |                | Stadion Azadi, Teheran Sędzia: Nazmi Nasaruddin |

## Grupa B

### Tabela
| Lp. | Drużyna          | M  | Z | R | P | B+ | B– | +/– | Pkt |                                  |     | Korea Południowa | Jordania | Irak | Oman |     | Kuwejt |
| --- | ---------------- | -- | - | - | - | -- | -- | --- | --- | -------------------------------- | --- | ---------------- | -------- | ---- | ---- | --- | ------ |
| 1   | Korea Południowa | 10 | 6 | 4 | 0 | 20 | 7  | +13 | 22  | Awans na Mistrzostwa Świata 2026 |     |                  | 1–1      | 3–2  | 1–1  | 0–0 | 4–0    |
| 2   | Jordania         | 10 | 4 | 4 | 2 | 16 | 8  | +8  | 16  | Awans na Mistrzostwa Świata 2026 |     | 0–2              |          | 0–1  | 4–0  | 3–1 | 1–1    |
| 3   | Irak             | 10 | 4 | 3 | 3 | 9  | 9  | 0   | 15  | Awans do czwartej rundy          |     | 0–2              | 0–0      |      | 1–0  | 1–0 | 2–2    |
| 4   | Oman             | 10 | 3 | 2 | 5 | 9  | 14 | −5  | 11  | Awans do czwartej rundy          |     | 1–3              | 0–3      | 0–1  |      | 1–0 | 4–0    |
| 5   | Palestyna        | 10 | 2 | 4 | 4 | 10 | 13 | −3  | 10  |                                  |     | 1–1              | 1–3      | 2–1  | 1–1  |     | 2–2    |
| 6   | Kuwejt           | 10 | 0 | 5 | 5 | 7  | 21 | −14 | 5   |                                  | 1–3 | 1–1              | 0–0      | 0–1  | 0–2  |     |        |

### Mecze
| 5 września 202413:00 CEST | Korea Południowa | 0:0(0:0) | Palestyna | Seul World Cup Stadium, Seul Widzów: 59 579 Sędzia: Alireza Faghani |
| 5 września 202413:00 CEST |                  | 0:0(0:0) |           | Seul World Cup Stadium, Seul Widzów: 59 579 Sędzia: Alireza Faghani |

| 5 września 202418:00 CEST | Irak        | 1:0(1:0) | Oman | Basra Sports City, Basra Widzów: 63 720 Sędzia: Khalid Saleh Al-Turais |
| 5 września 202418:00 CEST | Hussein 13' | 1:0(1:0) |      | Basra Sports City, Basra Widzów: 63 720 Sędzia: Khalid Saleh Al-Turais |

| 5 września 202420:00 CEST | Jordania       | 1:1(1:0) | Kuwejt           | Stadion Międzynarodowy, Amman Widzów: 13 555 Sędzia: Adel Al Naqbi |
| 5 września 202420:00 CEST | Al-Taamari 14' | 1:1(1:0) | 90+2' (k) Nasser | Stadion Międzynarodowy, Amman Widzów: 13 555 Sędzia: Adel Al Naqbi |

| 10 września 202416:00 CEST | Oman                         | 1:3(1:1) | Korea Południowa                                           | Kompleks Sportowy im. Sułtana Kabusa ibn Sa’ida, Maskat Widzów: 27 144 Sędzia: Ma Ning |
| 10 września 202416:00 CEST | Jung Seung-hyun 45+2' (sam.) | 1:3(1:1) | 10' Hwang Hee-chan · 82' Son Heung-min · 90+1' Joo Min-kyu | Kompleks Sportowy im. Sułtana Kabusa ibn Sa’ida, Maskat Widzów: 27 144 Sędzia: Ma Ning |

| 10 września 202416:00 CEST | Palestyna    | 1:3(1:1) | Jordania                            | Kuala Lumpur Stadium, Kuala Lumpur (Malezja) Widzów: 3 012 Sędzia: Majed Al-Shamrani |
| 10 września 202416:00 CEST | Abou Ali 41' | 1:3(1:1) | 5', 50' Al-Naimat · 72' Al-Rawabdeh | Kuala Lumpur Stadium, Kuala Lumpur (Malezja) Widzów: 3 012 Sędzia: Majed Al-Shamrani |

| 10 września 202420:00 CEST | Kuwejt | 0:0(0:0) | Irak | Jaber Al-Ahmad Stadium, Kuwejt Widzów: 58 000 Sędzia: Hiroyuki Kimura |
| 10 września 202420:00 CEST |        | 0:0(0:0) |      | Jaber Al-Ahmad Stadium, Kuwejt Widzów: 58 000 Sędzia: Hiroyuki Kimura |

| 10 października 202416:00 CEST | Jordania                            | 0:2(0:1) | Korea Południowa | Stadion Międzynarodowy, Amman Widzów: 14 655 Sędzia: Hiroyuki Kimura |
| 10 października 202416:00 CEST | 38' Lee Jae-sung · 68' Oh Hyeon-gyu | 0:2(0:1) |                  | Stadion Międzynarodowy, Amman Widzów: 14 655 Sędzia: Hiroyuki Kimura |

| 10 października 202418:00 CEST | Oman                                                | 4:0(2:0) | Kuwejt | Kompleks Sportowy im. Sułtana Kabusa ibn Sa’ida, Maskat Widzów: 25 891 Sędzia: Alireza Faghani |
| 10 października 202418:00 CEST | Al-Mushaifri 17', 58' · Al-Ghassani 30' · Fawaz 79' | 4:0(2:0) |        | Kompleks Sportowy im. Sułtana Kabusa ibn Sa’ida, Maskat Widzów: 25 891 Sędzia: Alireza Faghani |

| 10 października 202420:00 CEST | Irak        | 1:0(1:0) | Palestyna | Basra Sports City, Basra Widzów: 44 773 Sędzia: Adel Al-Naqbi |
| 10 października 202420:00 CEST | Hussein 31' | 1:0(1:0) |           | Basra Sports City, Basra Widzów: 44 773 Sędzia: Adel Al-Naqbi |

| 15 października 202413:00 CEST | Korea Południowa                                    | 3:2(1:0) | Irak                       | Yongin Mireu Stadium, Yongin Widzów: 35 198 Sędzia: Rustam Lutfullin |
| 15 października 202413:00 CEST | Oh Se-hun 41' · Oh Hyeon-gyu 74' · Lee Jae-sung 83' | 3:2(1:0) | 50' Hussein · 90+5' Bayesh | Yongin Mireu Stadium, Yongin Widzów: 35 198 Sędzia: Rustam Lutfullin |

| 15 października 202418:00 CEST | Jordania                            | 4:0(1:0) | Oman | Stadion Międzynarodowy, Amman Widzów: 14 515 Sędzia: Khalid Saleh Al-Turais |
| 15 października 202418:00 CEST | Al-Naimat 26', 54' · Olwan 49', 87' | 4:0(1:0) |      | Stadion Międzynarodowy, Amman Widzów: 14 515 Sędzia: Khalid Saleh Al-Turais |

| 15 października 202418:00 CEST | Palestyna                       | 2:2(1:1) | Kuwejt          | Jassim Bin Hamad Stadium, Doha (Katar) Widzów: 1 827 Sędzia: Abdulrahman Al-Jassim |
| 15 października 202418:00 CEST | Abou Ali 41' (k) · Qunbar 90+3' | 2:2(1:1) | 31', 80' Nasser | Jassim Bin Hamad Stadium, Doha (Katar) Widzów: 1 827 Sędzia: Abdulrahman Al-Jassim |

| 14 listopada 202415:00 CET | Kuwejt    | 1:3(0:2) | Korea Południowa                                       | Jaber Al-Ahmad Stadium, Kuwejt Sędzia: Shaun Evans |
| 14 listopada 202415:00 CET | Daham 60' | 1:3(0:2) | 10' Oh Se-hun · 19' (k) Son Heung-min · 74' Bae Jun-ho | Jaber Al-Ahmad Stadium, Kuwejt Sędzia: Shaun Evans |

| 14 listopada 202417:00 CET | Oman            | 1:0(0:0) | Palestyna | Kompleks Sportowy im. Sułtana Kabusa ibn Sa’ida, Maskat Sędzia: Fu Ming |
| 14 listopada 202417:00 CET | Al-Ghassani 83' | 1:0(0:0) |           | Kompleks Sportowy im. Sułtana Kabusa ibn Sa’ida, Maskat Sędzia: Fu Ming |

| 14 listopada 202417:15 CET | Irak | 0:0(0:0) | Jordania | Basra Sports City, Basra Widzów: 65 000 Sędzia: Mohammed Al Hoish |
| 14 listopada 202417:15 CET |      | 0:0(0:0) |          | Basra Sports City, Basra Widzów: 65 000 Sędzia: Mohammed Al Hoish |

| 19 listopada 202415:00 CET | Palestyna  | 1:1(1:1) | Korea Południowa  | Stadion Międzynarodowy, Amman (Jordania) Sędzia: Yusuke Araki |
| 19 listopada 202415:00 CET | Qunbar 12' | 1:1(1:1) | 16' Son Heung-min | Stadion Międzynarodowy, Amman (Jordania) Sędzia: Yusuke Araki |

| 19 listopada 202417:00 CET | Oman     | 0:1(0:1) | Irak | Kompleks Sportowy im. Sułtana Kabusa ibn Sa’ida, Maskat Widzów: 26 377 Sędzia: Omar Al Ali |
| 19 listopada 202417:00 CET | 36' Amyn | 0:1(0:1) |      | Kompleks Sportowy im. Sułtana Kabusa ibn Sa’ida, Maskat Widzów: 26 377 Sędzia: Omar Al Ali |

| 19 listopada 202419:15 CET | Kuwejt       | 1:1(0:1) | Jordania      | Jaber Al-Ahmad Stadium, Kuwejt Sędzia: Nazmi Nasaruddin |
| 19 listopada 202419:15 CET | Abdullah 67' | 1:1(0:1) | 21' Al-Naimat | Jaber Al-Ahmad Stadium, Kuwejt Sędzia: Nazmi Nasaruddin |

| 20 marca 202512:00 CET | Korea Południowa   | 1:1(1:0) | Oman           | Goyang Stadium, Goyang Sędzia: Alireza Faghani |
| 20 marca 202512:00 CET | Hwang Hee-chan 41' | 1:1(1:0) | 80' Al-Busaidi | Goyang Stadium, Goyang Sędzia: Alireza Faghani |

| 20 marca 202519:15 CET | Irak                         | 2:2(0:1) | Kuwejt          | Basra Sports City, Basra Sędzia: Ma Ning |
| 20 marca 202519:15 CET | Hashim 90+3' · Bayesh 90+11' | 2:2(0:1) | 39', 70' Nasser | Basra Sports City, Basra Sędzia: Ma Ning |

| 20 marca 202519:15 CET | Jordania                                   | 3:1(3:1) | Palestyna | Stadion Międzynarodowy, Amman Sędzia: Shaun Evans |
| 20 marca 202519:15 CET | Abu Arab 3' · Nasib 11' · Al-Taamari 45+3' | 3:1(3:1) | 33' Seyam | Stadion Międzynarodowy, Amman Sędzia: Shaun Evans |

| 25 marca 202512:00 CET | Korea Południowa | 1:1(1:1) | Jordania     | Suwon World Cup Stadium, Suwon Widzów: 41 532 Sędzia: Ilgiz Tantashev |
| 25 marca 202512:00 CET | Lee Jae-sung 5'  | 1:1(1:1) | 30' Al-Mardi | Suwon World Cup Stadium, Suwon Widzów: 41 532 Sędzia: Ilgiz Tantashev |

| 25 marca 202519:15 CET | Palestyna                     | 2:1(0:1) | Irak        | Stadion Międzynarodowy, Amman (Jordania) Widzów: 7 305 Sędzia: Khalid Al Turais |
| 25 marca 202519:15 CET | Abou Ali 88' · Mahajneh 90+7' | 2:1(0:1) | 34' Hussein | Stadion Międzynarodowy, Amman (Jordania) Widzów: 7 305 Sędzia: Khalid Al Turais |

| 25 marca 202519:15 CET | Kuwejt       | 0:1(0:0) | Oman | Jaber Al-Ahmad Stadium, Kuwejt Widzów: 41 322 Sędzia: Salman Falahi |
| 25 marca 202519:15 CET | 56' Al-Sabhi | 0:1(0:0) |      | Jaber Al-Ahmad Stadium, Kuwejt Widzów: 41 322 Sędzia: Salman Falahi |

| 5 czerwca 202518:00 CEST | Oman                      | 0:3(0:1) | Jordania | Kompleks Sportowy im. Sułtana Kabusa ibn Sa’ida, Maskat Widzów: 13 878 Sędzia: Khalid Al Turais |
| 5 czerwca 202518:00 CEST | 45+7' (k), 51', 64' Olwan | 0:3(0:1) |          | Kompleks Sportowy im. Sułtana Kabusa ibn Sa’ida, Maskat Widzów: 13 878 Sędzia: Khalid Al Turais |

| 5 czerwca 202520:15 CEST | Irak                               | 0:2(0:0) | Korea Południowa | Stadion Międzynarodowy, Basra Widzów: 55 972 Sędzia: Yusuke Araki |
| 5 czerwca 202520:15 CEST | 63' Kim Jin-gyu · 82' Oh Hyeon-gyu | 0:2(0:0) |                  | Stadion Międzynarodowy, Basra Widzów: 55 972 Sędzia: Yusuke Araki |

| 5 czerwca 202520:15 CEST | Kuwejt                       | 0:2(0:1) | Palestyna | Jaber Al-Ahmad Stadium, Al-Ardija Widzów: 5 250 Sędzia: Sadullo Gulmurodi |
| 5 czerwca 202520:15 CEST | 32' Seyam · 88' (k) Abou Ali | 0:2(0:1) |           | Jaber Al-Ahmad Stadium, Al-Ardija Widzów: 5 250 Sędzia: Sadullo Gulmurodi |

| 10 czerwca 202513:00 CEST | Korea Południowa                                                            | 4:0(1:0) | Kuwejt | Seul World Cup Stadium, Seul Sędzia: Majed Al-Shamrani |
| 10 czerwca 202513:00 CEST | al-Hajri 30' (sam.) · Lee Kang-in 51' · Oh Hyeon-gyu 54' · Lee Jae-sung 72' | 4:0(1:0) |        | Seul World Cup Stadium, Seul Sędzia: Majed Al-Shamrani |

| 10 czerwca 202520:15 CEST | Jordania   | 0:1(0:0) | Irak | Stadion Międzynarodowy, Amman Sędzia: Omar Al-Ali |
| 10 czerwca 202520:15 CEST | 73' Sajjad | 0:1(0:0) |      | Stadion Międzynarodowy, Amman Sędzia: Omar Al-Ali |

| 10 czerwca 202520:15 CEST | Palestyna   | 1:1(0:0) | Oman                | Stadion Króla Abdullaha, Amman (Jordania) Sędzia: Mooud Bonyadifard |
| 10 czerwca 202520:15 CEST | Kharoub 49' | 1:1(0:0) | 90+7' (k.) Al-Sabhi | Stadion Króla Abdullaha, Amman (Jordania) Sędzia: Mooud Bonyadifard |

## Grupa C

### Tabela
| Lp. | Drużyna          | M  | Z | R | P | B+ | B– | +/– | Pkt |                                  |     | Japonia | Australia | Arabia Saudyjska | Indonezja |     | Bahrajn |
| --- | ---------------- | -- | - | - | - | -- | -- | --- | --- | -------------------------------- | --- | ------- | --------- | ---------------- | --------- | --- | ------- |
| 1   | Japonia          | 10 | 7 | 2 | 1 | 30 | 3  | +27 | 23  | Awans na Mistrzostwa Świata 2026 |     |         | 1–1       | 0–0              | 6–0       | 7–0 | 2–0     |
| 2   | Australia        | 10 | 5 | 4 | 1 | 16 | 7  | +9  | 19  | Awans na Mistrzostwa Świata 2026 |     | 1–0     |           | 0–0              | 5–1       | 3–1 | 0–1     |
| 3   | Arabia Saudyjska | 10 | 3 | 4 | 3 | 7  | 8  | −1  | 13  | Awans do czwartej rundy          |     | 0–2     | 1–2       |                  | 1–1       | 1–0 | 0–0     |
| 4   | Indonezja        | 10 | 3 | 3 | 4 | 9  | 20 | −11 | 12  | Awans do czwartej rundy          |     | 0–4     | 0–0       | 2–0              |           | 1–0 | 1–0     |
| 5   | Chiny            | 10 | 3 | 0 | 7 | 7  | 20 | −13 | 9   |                                  |     | 1–3     | 0–2       | 1–2              | 2–1       |     | 1–0     |
| 6   | Bahrajn          | 10 | 1 | 3 | 6 | 5  | 16 | −11 | 6   |                                  | 0–5 | 2–2     | 0–2       | 2–2              | 0–1       |     |         |

### Mecze
| 5 września 202412:10 CEST | Australia          | 0:1(0:0) | Bahrajn | Robina Stadium, Gold Coast Widzów: 24 644 Sędzia: Omar Mohamed Al-Ali |
| 5 września 202412:10 CEST | 89' (sam.) Souttar | 0:1(0:0) |         | Robina Stadium, Gold Coast Widzów: 24 644 Sędzia: Omar Mohamed Al-Ali |

| 5 września 202412:35 CEST | Japonia                                                                        | 7:0(2:0) | Chiny | Saitama Stadium 2002, Saitama Widzów: 52 398 Sędzia: Abdulrahman Al-Jassim |
| 5 września 202412:35 CEST | Endō 12' · Mitoma 45+2' · Minamino 52', 58' · Itō 77' · Maeda 87' · Kubo 90+5' | 7:0(2:0) |       | Saitama Stadium 2002, Saitama Widzów: 52 398 Sędzia: Abdulrahman Al-Jassim |

| 5 września 202416:00 CEST | Arabia Saudyjska | 1:1(1:1) | Indonezja | King Abdullah Sports City, Dżudda Widzów: 42 385 Sędzia: Adham Makhadmeh |
| 5 września 202416:00 CEST | Al-Juwayr 45+3'  | 1:1(1:1) | 19' Walsh | King Abdullah Sports City, Dżudda Widzów: 42 385 Sędzia: Adham Makhadmeh |

| 10 września 202414:00 CEST | Indonezja | 0:0(0:0) | Australia | Stadion Gelora Bung Tomo, Surabaja Widzów: 70 059 Sędzia: Salman Falahi |
| 10 września 202414:00 CEST |           | 0:0(0:0) |           | Stadion Gelora Bung Tomo, Surabaja Widzów: 70 059 Sędzia: Salman Falahi |

| 10 września 202416:00 CEST | Chiny             | 1:2(1:1) | Arabia Saudyjska | Dalian Suoyuwan Football Stadium, Dalian Widzów: 48 628 Sędzia: Nasrullo Kabirov |
| 10 września 202416:00 CEST | Lajami 14' (sam.) | 1:2(1:1) | 39', 90' Kadesh  | Dalian Suoyuwan Football Stadium, Dalian Widzów: 48 628 Sędzia: Nasrullo Kabirov |

| 10 września 202418:00 CEST | Bahrajn                                          | 0:5(0:1) | Japonia | Malab al-Bahrajn al-watani, Ar-Rifa Widzów: 22 729 Sędzia: Rustam Lutfullin |
| 10 września 202418:00 CEST | 37' (k.), 47' Ueda · 61', 64' Morita · 81' Ogawa | 0:5(0:1) |         | Malab al-Bahrajn al-watani, Ar-Rifa Widzów: 22 729 Sędzia: Rustam Lutfullin |

| 10 października 202411:10 CEST | Australia                                     | 3:1(1:1) | Chiny   | Adelaide Oval, Adelaide Widzów: 46 219 Sędzia: Nazmi Nasaruddin |
| 10 października 202411:10 CEST | Miller 45+2' · Goodwin 53' · Velupillay 90+2' | 3:1(1:1) | 20' Xie | Adelaide Oval, Adelaide Widzów: 46 219 Sędzia: Nazmi Nasaruddin |

| 10 października 202418:00 CEST | Bahrajn            | 2:2(1:1) | Indonezja                       | Malab al-Bahrajn al-watani, Ar-Rifa Widzów: 10 731 Sędzia: Ahmed Al-Kaf |
| 10 października 202418:00 CEST | Marhoon 15', 90+2' | 2:2(1:1) | 45+3' Oratmangoen · 74' Struick | Malab al-Bahrajn al-watani, Ar-Rifa Widzów: 10 731 Sędzia: Ahmed Al-Kaf |

| 10 października 202420:00 CEST | Arabia Saudyjska       | 0:2(0:1) | Japonia | King Abdullah Sports City, Dżudda Widzów: 56 283 Sędzia: Kim Jong-hyeok |
| 10 października 202420:00 CEST | 14' Kamada · 81' Ogawa | 0:2(0:1) |         | King Abdullah Sports City, Dżudda Widzów: 56 283 Sędzia: Kim Jong-hyeok |

| 15 października 202412:35 CEST | Japonia            | 1:1(0:0) | Australia            | Saitama Stadium 2002, Saitama Widzów: 58 730 Sędzia: Ahmed Al-Ali |
| 15 października 202412:35 CEST | Burgess 76' (sam.) | 1:1(0:0) | 58' (sam.) Taniguchi | Saitama Stadium 2002, Saitama Widzów: 58 730 Sędzia: Ahmed Al-Ali |

| 15 października 202414:00 CEST | Chiny                    | 2:1(1:0) | Indonezja | Qingdao Youth Football Stadium, Qingdao Widzów: 37 133 Sędzia: Omar Mohamed Al-Ali |
| 15 października 202414:00 CEST | Abduweli 21' · Zhang 44' | 2:1(1:0) | 86' Haye  | Qingdao Youth Football Stadium, Qingdao Widzów: 37 133 Sędzia: Omar Mohamed Al-Ali |

| 15 października 202420:00 CEST | Arabia Saudyjska | 0:0(0:0) | Bahrajn | King Abdullah Sports City, Dżudda Widzów: 35 437 Sędzia: Salman Falahi |
| 15 października 202420:00 CEST |                  | 0:0(0:0) |         | King Abdullah Sports City, Dżudda Widzów: 35 437 Sędzia: Salman Falahi |

| 14 listopada 202410:10 CET | Australia | 0:0(0:0) | Arabia Saudyjska | Melbourne Rectangular Stadium, Melbourne Sędzia: Ali Saeed Al Naqbi |
| 14 listopada 202410:10 CET |           | 0:0(0:0) |                  | Melbourne Rectangular Stadium, Melbourne Sędzia: Ali Saeed Al Naqbi |

| 14 listopada 202415:00 CET | Bahrajn     | 0:1(0:0) | Chiny | Malab al-Bahrajn al-watani, Ar-Rifa Sędzia: Adham Makhadmeh |
| 14 listopada 202415:00 CET | 90+1' Zhang | 0:1(0:0) |       | Malab al-Bahrajn al-watani, Ar-Rifa Sędzia: Adham Makhadmeh |

| 15 listopada 202413:00 CET | Indonezja                                                    | 0:4(0:2) | Japonia | Stadion Gelora Bung Karno, Dżakarta Widzów: 60 304 Sędzia: Mooud Bonyadifard |
| 15 listopada 202413:00 CET | 35' (sam.) Hubner · 40' Minamino · 49' Morita · 69' Sugawara | 0:4(0:2) |         | Stadion Gelora Bung Karno, Dżakarta Widzów: 60 304 Sędzia: Mooud Bonyadifard |

| 19 listopada 202413:00 CET | Indonezja         | 2:0(1:0) | Arabia Saudyjska | Stadion Gelora Bung Karno, Dżakarta Sędzia: Rustam Lutfullin |
| 19 listopada 202413:00 CET | Ferdinan 32', 57' | 2:0(1:0) |                  | Stadion Gelora Bung Karno, Dżakarta Sędzia: Rustam Lutfullin |

| 19 listopada 202413:00 CET | Chiny   | 1:3(0:2) | Japonia                        | Xiamen Egret Stadium, Xiamen Sędzia: Muhammad Taqi |
| 19 listopada 202413:00 CET | Lin 48' | 1:3(0:2) | 39', 54' Ogawa · 45+6' Itakura | Xiamen Egret Stadium, Xiamen Sędzia: Muhammad Taqi |

| 19 listopada 202419:15 CET | Bahrajn              | 2:2(0:1) | Australia       | Malab al-Bahrajn al-watani, Ar-Rifa Sędzia: Ko Hyung-jin |
| 19 listopada 202419:15 CET | Abduljabbar 75', 77' | 2:2(0:1) | 1', 90+6' Yengi | Malab al-Bahrajn al-watani, Ar-Rifa Sędzia: Ko Hyung-jin |

| 20 marca 202510:10 CET | Australia                                                     | 5:1(3:0) | Indonezja  | Sydney Football Stadium, Sydney Widzów: 35 241 Sędzia: Adham Makhadmeh |
| 20 marca 202510:10 CET | Boyle 18' (k) · Velupillay 20' · Irvine 34', 90' · Miller 61' | 5:1(3:0) | 78' Romeny | Sydney Football Stadium, Sydney Widzów: 35 241 Sędzia: Adham Makhadmeh |

| 20 marca 202511:35 CET | Japonia               | 2:0(0:0) | Bahrajn | Saitama Stadium 2002, Saitama Sędzia: Abdulrahman Al-Jassim |
| 20 marca 202511:35 CET | Kamada 66' · Kubo 87' | 2:0(0:0) |         | Saitama Stadium 2002, Saitama Sędzia: Abdulrahman Al-Jassim |

| 20 marca 202519:15 CET | Arabia Saudyjska | 1:0(0:0) | Chiny | Al-Awwal Park, Rijad Widzów: 24 742 Sędzia: Omar Al Ali |
| 20 marca 202519:15 CET | Al-Dawsari 50'   | 1:0(0:0) |       | Al-Awwal Park, Rijad Widzów: 24 742 Sędzia: Omar Al Ali |

| 25 marca 202511:35 CET | Japonia | 0:0(0:0) | Arabia Saudyjska | Saitama Stadium 2002, Saitama Sędzia: Ahmad Al-Ali |
| 25 marca 202511:35 CET |         | 0:0(0:0) |                  | Saitama Stadium 2002, Saitama Sędzia: Ahmad Al-Ali |

| 25 marca 202512:00 CET | Chiny                       | 0:2(0:2) | Australia | Hangzhou Olympic Sports Center, Hangzhou Widzów: 70 588 Sędzia: Mooud Bonyadifard |
| 25 marca 202512:00 CET | 16' Irvine · 29' Velupillay | 0:2(0:2) |           | Hangzhou Olympic Sports Center, Hangzhou Widzów: 70 588 Sędzia: Mooud Bonyadifard |

| 25 marca 202514:45 CET | Indonezja  | 1:0(1:0) | Bahrajn | Stadion Gelora Bung Karno, Dżakarta Widzów: 69 599 Sędzia: Sadullo Gulmurodi |
| 25 marca 202514:45 CET | Romeny 24' | 1:0(1:0) |         | Stadion Gelora Bung Karno, Dżakarta Widzów: 69 599 Sędzia: Sadullo Gulmurodi |

| 5 czerwca 202513:10 CEST | Australia  | 1:0(0:0) | Japonia | Perth Stadium, Perth Widzów: 57 226 Sędzia: Qasim Al Hatmi |
| 5 czerwca 202513:10 CEST | Behich 90' | 1:0(0:0) |         | Perth Stadium, Perth Widzów: 57 226 Sędzia: Qasim Al Hatmi |

| 5 czerwca 202518:00 CEST | Bahrajn                      | 0:2(0:1) | Arabia Saudyjska | Malab al-Bahrajn al-watani, Ar-Riffa Widzów: 15 075 Sędzia: Ilgiz Tantashev |
| 5 czerwca 202518:00 CEST | 16' Al-Juwayr · 78' Al-Aboud | 0:2(0:1) |                  | Malab al-Bahrajn al-watani, Ar-Riffa Widzów: 15 075 Sędzia: Ilgiz Tantashev |

| 5 czerwca 202515:45 CEST | Indonezja      | 1:0(1:0) | Chiny | Stadion Gelora Bung Karno, Dżakarta Widzów: 69 661 Sędzia: Rustam Lutfullin |
| 5 czerwca 202515:45 CEST | Romeny 45' (k) | 1:0(1:0) |       | Stadion Gelora Bung Karno, Dżakarta Widzów: 69 661 Sędzia: Rustam Lutfullin |

| 10 czerwca 202512:35 CEST | Japonia                                                                 | 6:0(3:0) | Indonezja | Suita City Football Stadium, Siuta Sędzia: Kim Jong-hyeok |
| 10 czerwca 202512:35 CEST | Kamada 15', 45+6' · Kubo 19' · Morishita 55' · Machino 58' · Hosoya 80' | 6:0(3:0) |           | Suita City Football Stadium, Siuta Sędzia: Kim Jong-hyeok |

| 10 czerwca 202513:00 CEST | Chiny                  | 1:0(0:0) | Bahrajn | Longxing Football Stadium, Chongqing Sędzia: Adel Al-Naqbi |
| 10 czerwca 202513:00 CEST | Wang Yudong 90+3' (k.) | 1:0(0:0) |         | Longxing Football Stadium, Chongqing Sędzia: Adel Al-Naqbi |

| 10 czerwca 2025CEST | Arabia Saudyjska | 1:2(1:1) | Australia               | King Abdullah Sports City, Dżudda Sędzia: Abdulrahman Al-Jassim |
| 10 czerwca 2025CEST | Al-Aboud 19'     | 1:2(1:1) | 42' Metcalfe · 48' Duke | King Abdullah Sports City, Dżudda Sędzia: Abdulrahman Al-Jassim |

## Strzelcy

### 5 goli
- Mahdi Taremi
- Yazan Al-Naimat
- Ali Olwan
- Almoez Ali
- Yousef Nasser
- Fábio Lima

### 4 gole
- Ayman Hussein
- Mohammad Mohebi
- Sardar Azmun
- Daichi Kamada
- Kōki Ogawa
- Lee Jae-sung
- Oh Hyeon-gyu
- Wessam Abou Ali
- Abbosbek Fayzullayev
- Harib Al-Maazmi

### 3 gole
- Jackson Irvine
- Nishan Velupillay
- Ole Romeny
- Takefusa Kubo
- Takumi Minamino
- Hidemasa Morita
- Son Heung-min
- Joel Kojo

### 2 gole
- Abdulrahman Al-Aboud
- Musab Al-Juwayr
- Hassan Kadesh
- Lewis Miller
- Kusini Yengi
- Mahdi Abduljabbar
- Mohamed Marhoon
- Zhang Yuning
- Marselino Ferdinan
- Ibrahim Bayesh
- Mahdi Gajedi
- Ayase Ueda
- Musa Al-Taamari
- Akram Afif
- Ibrahim Al-Hassan
- Lucas Mendes
- Alimardon Szukurow
- Hwang Hee-chan
- Oh Se-hun
- Kim Yu-song
- Pak Kwang-hun
- Muhsen Al-Ghassani
- Abdulrahman Al-Mushaifri
- Issam Al-Sabhi
- Zaid Qunbar
- Tamer Seyam
- Eldor Shomurodov
- Yahya Al-Ghassani

### 1 gol
- Salem Al-Dawsari
- Aziz Behich
- Martin Boyle
- Mitchell Duke
- Craig Goodwin
- Connor Metcalfe
- Behram Abduweli
- Lin Liangming
- Wang Yudong
- Xie Wenneng
- Thom Haye
- Ragnar Oratmangoen
- Rafael Struick
- Sandy Walsh
- Youssef Amyn
- Akam Hashim
- Sajjad Jassim
- Saleh Hardani
- Amirhossein Hosseinzadeh
- Mohammad Mehdi Mohebi
- Wataru Endō
- Mao Hosoya
- Kō Itakura
- Junya Itō
- Shūto Machino
- Daizen Maeda
- Kaoru Mitoma
- Ryōya Morishita
- Yukinari Sugawara
- Yazan Abu Arab
- Mahmoud Al-Mardi
- Noor Al-Rawabdeh
- Abdallah Nasib
- Ahmed Alaaeldin
- Ahmed Al Ganehi
- Ahmed Al-Rawi
- Ró-Ró
- Odiłdżon Abdurachmanow
- Güldżigit Ałykułow
- Christian Brauzman
- Walerij Kiczin
- Kai Merk
- Aleksandr Mishchenko
- Bae Jun-ho
- Joo Min-kyu
- Kim Jin-gyu
- Lee Kang-in
- Jong Il-gwan
- Kang Kuk-chol
- Ri Il-song
- Ri Jo-guk
- Mohammed Abdullah
- Mohammad Daham
- Ali Al-Busaidi
- Abdullah Fawaz
- Oday Kharoub
- Ameed Mahajneh
- Khojiakbar Alijonov
- Husniddin Aliqulov
- Khojimat Erkinov
- Jaloliddin Masharipov
- Igor Sergeyev
- Otabek Shukurov
- Azizbek Turgʻunboyev
- Oston Urunov
- Sultan Adil
- Khaled Ibrahim
- Marcus Meloni
- Ali Saleh

### Gole samobójcze
- Ali Lajami (dla  Chin)
- Cameron Burgess (dla  Japonii)
- Harry Souttar (dla  Bahrajnu)
- Justin Hubner (dla  Japonii)
- Mehdi Taremi (dla  Korei Północnej)
- Shōgo Taniguchi (dla  Australii)
- Ismaeel Mohammad (dla  Iranu)
- Tamirłan Kozubajew (dla  Kataru)
- Fahed al-Hajri (dla  Korei Południowej)
- Jung Seung-hyun (dla  Omanu)
- Kim Yu-song (dla  Kataru)
- Kim Sung-hye (dla  Kirgistanu)